# すばらしくて NICE CHOICE
「すばらしくて NICE CHOICE」は、佐藤伸治が作詞、作曲した、フィッシュマンズのアルバム、『空中キャンプ』の7曲目に収録された曲。

## 概要
空中キャンプの楽曲の最初に作られた楽曲。
空中キャンプの中で最も長い曲である。
イントロの部分は1984年のアメリカ映画『子供たちをよろしく（原題:Streetwise）』よりサンプリングされている。

## 収録アルバム
- 空中キャンプ
- 若いながらも歴史あり 96.3.2@新宿LIQUID ROOm
- 空中 ベスト・オブ・フィッシュマンズ
- ゴールデン☆ベスト』〜ポリドール・イヤーズ〜